# Bonneuil-Matours
Bonneuil-Matours és un municipi francès situat al departament de la Viena i a la regió de la Nova Aquitània. L'any 2007 tenia 1.963 habitants.

## Demografia

### Població
El 2007 la població de fet de Bonneuil-Matours era de 1.963 persones. Hi havia 810 famílies de les quals 206 eren unipersonals (105 homes vivint sols i 101 dones vivint soles), 240 parelles sense fills, 283 parelles amb fills i 81 famílies monoparentals amb fills.
La població ha evolucionat segons el següent gràfic:
Habitants censats

### Habitatges
El 2007 hi havia 965 habitatges, 808 eren l'habitatge principal de la família, 91 eren segones residències i 67 estaven desocupats. 918 eren cases i 43 eren apartaments. Dels 808 habitatges principals, 576 estaven ocupats pels seus propietaris, 216 estaven llogats i ocupats pels llogaters i 16 estaven cedits a títol gratuït; 7 tenien una cambra, 29 en tenien dues, 111 en tenien tres, 250 en tenien quatre i 411 en tenien cinc o més. 631 habitatges disposaven pel capbaix d'una plaça de pàrquing. A 308 habitatges hi havia un automòbil i a 440 n'hi havia dos o més.

### Piràmide de població
La piràmide de població per edats i sexe el 2009 era:
| Homes | Edats   | Dones |
| ----- | ------- | ----- |
| 0     | 95 o +  | 0     |
| 16    | 90 a 94 | 12    |
| 16    | 85 a 89 | 24    |
| 28    | 80 a 84 | 36    |
| 36    | 75 a 79 | 60    |
| 56    | 70 a 74 | 32    |
| 20    | 65 a 69 | 48    |
| 48    | 60 a 64 | 44    |
| 32    | 55 a 59 | 32    |
| 76    | 50 a 54 | 76    |
| 48    | 45 a 49 | 80    |
| 64    | 40 a 44 | 52    |
| 68    | 35 a 39 | 60    |
| 56    | 30 a 34 | 48    |
| 40    | 25 a 29 | 36    |
| 52    | 20 a 24 | 44    |
| 48    | 15 a 19 | 56    |
| 64    | 10 a 14 | 32    |
| 48    | 5 a 9   | 52    |
| 40    | 0 a 4   | 40    |

## Economia
El 2007 la població en edat de treballar era de 1.236 persones, 971 eren actives i 265 eren inactives. De les 971 persones actives 890 estaven ocupades (451 homes i 439 dones) i 81 estaven aturades (37 homes i 44 dones). De les 265 persones inactives 133 estaven jubilades, 75 estaven estudiant i 57 estaven classificades com a «altres inactius».

### Ingressos
El 2009 a Bonneuil-Matours hi havia 827 unitats fiscals que integraven 2.058 persones, la mediana anual d'ingressos fiscals per persona era de 18.187 €.

### Activitats econòmiques
Dels 88 establiments que hi havia el 2007, 5 eren d'empreses extractives, 4 d'empreses alimentàries, 5 d'empreses de fabricació d'altres productes industrials, 11 d'empreses de construcció, 19 d'empreses de comerç i reparació d'automòbils, 3 d'empreses de transport, 7 d'empreses d'hostatgeria i restauració, 3 d'empreses d'informació i comunicació, 3 d'empreses financeres, 8 d'empreses immobiliàries, 10 d'empreses de serveis, 7 d'entitats de l'administració pública i 3 d'empreses classificades com a «altres activitats de serveis».
Dels 30 establiments de servei als particulars que hi havia el 2009, 1 era una oficina d'administració d'Hisenda pública, 1 gendarmeria, 1 oficina de correu, 1 una oficina bancària, 2 tallers de reparació d'automòbils i de material agrícola, 1 taller d'inspecció tècnica de vehicles, 1 paleta, 3 guixaires pintors, 1 fusteria, 2 lampisteries, 1 electricista, 3 perruqueries, 6 restaurants i 6 agències immobiliàries.
Dels 8 establiments comercials que hi havia el 2009, 1 era una gran superfície de material de bricolatge, 2 botiges de menys de 120 m², 2 fleques, 1 una carnisseria, 1 un drogueria i 1 una floristeria.
L'any 2000 a Bonneuil-Matours hi havia 15 explotacions agrícoles que ocupaven un total de 760 hectàrees.

## Equipaments sanitaris i escolars
L'únic equipament sanitari que hi havia el 2009 era una farmàcia.
El 2009 hi havia 1 escola maternal i 2 escoles elementals.

## Poblacions properes
El següent diagrama mostra les poblacions més properes.